# Dolenji Vrh
Dolenji Vrh je naselje v občini Trebnje.
Dolenji vrh je gručasto naselje na položnem gričku zahodno od Šmavra. Okoli naselja so obdelovalne površine Ovčji hrib, Zarupa, Ulice, Podvrte, Prašnice, Hrib, Pri lipi in Češnjice, precej opuščenih njiv pa je spremenjenih v košenice. Na jugozahodu so gozdnate površine Podevše in Gmajne, na severu pa Drežnice, kjer so partizani imeli bunkerje za zbiranje ranjencev. Decembra 1943 so Nemci požgali del naselja.